# Ні пуху, ні пера (фільм)
«Ні пуху, ні пера» (рос. Ни пуха, ни пера) — український радянський фільм 1973 року, комедія режисера Віктора Іванова. Сюжет фільму базується на збірці мисливських оповідань Остапа Вишні Мисливські усмішки.
Фільм вийшов в прокат в УРСР у 1973 році з українським дубляжем від Кіностудії Довженка.

## Опис
Мисливці вирушають до лісу на початку сезону полювання. Вони діляться один з одним своїми вигаданими та реальними подвигами, розважаються і насолоджуються незайманою природою. Але відпочинок героїв затьмарюється необхідністю вступити в небезпечну сутичку з браконьєрами…

## Головні ролі
- Аркадій Аркадьєв
- Микола Гринько
- Микола Кондратюк
- Михайло Свєтін
- Костянтин Сорокін
- Ніна Ільїна
- Олександр Леньков
- Костянтин Губенко
- Віталій Дорошенко
- Володимир Олексієнко — Олексій Іванович
- Олександр Толстих

## Знімальна група
- Сценаристи: Яків Костюковський, Моріс Слободський, Віктор Іванов
- Режисер-постановник: Віктор Іванов
- Оператор-постановник: Михайло Іванов
- Художник-постановник: Олександр Кудря
- Композитор: Вадим Гомоляка
- Текст пісень: Дмитро Молякевич
- Звукооператор: М. Медведєв
- Режисер: Ігор Самборський
- Оператор: О. Лєн
- Редактор: М. Малиновська
- Літературний консультант: Федір Маківчук
- Монтаж: Таїса Кряченко
- Художник по костюмах: Ольга Яблонська
- Художник-гример: О. Дубчак
- Художник-декоратор: В. Чмилевський
- Комбіновані зйомки: оператор — Олександр Пастухов, художник — Михайло Полунін
- Директор картини: Л. Фрідман